# Fiedotowo (rejon totiemski)
Fiedotowo (ros. Федотово) – wieś w Rosji, w rejonie totiemskim obwodu wołogodzkiego. W 2010 r. liczyła 11 mieszkańców.